# La Rochelle
La Rochelle er en by og kommune i det vestlige Frankrig 472 kilometer vest for hovedstaden Paris, med havn ud mod Atlanterhavet. Den er endvidere hovedby (præfektur) for departementet Charente-Maritime. Byen er forbundet til øen Ré mod vest med en 2,9 kilometer lang bro opført i 1988. Mod sydvest ligger øerne Aix og Oléron.
Byen har omkring 75.000 indbyggere. Byens hovederhverv er skibsværfts-, fiske- og kemisk industri. Man har siden 1993 kunnet rejse mellem La Rochelle og Paris med hurtigtoget TGV. Lystbådhavnen, Port des Minimes, er den største på den franske vestkyst.
Klimaet er tempereret, men stærkt påvirket af Golfstrømmen.

## Uddannelse
Siden 1993 har byen haft sit eget universitet, Université de La Rochelle med omkring 10.000 studerende. Der er også videregående uddannelsesinstitutioner for ingeniørstudiet EIGSI og en handelshøjskole, La Rochelle Business School.

## Trafik
I den nyere historie har byen satset på at blive kendt som en grøn og miljøvenlig by. Blandt andet har man gjort det mindre attraktivt at færdes i bil inde i bykernen. I stedet er der anlagt cykelstier i store dele af byen.
La Rochelle var den første by i Frankrig, der indførte en lånecykel-ordning, hvor 400 cykler blev stillet frem til fri afbenyttelse af byens borgere. Ordningen, indført i 1976, fik navnet Vélo-jaunes (de gule cykler).

## Historie
La Rochelle var et af huguenotterne vigtigste støttepunkter. I kong Ludvig XIII's tid blev byen belejret og indtaget i 1628 af kardinal Richelieu.
En del af handlingen i Alexandre Dumas roman De Tre Musketerer fra 1844 foregår i La Rochelle.
Under 2. verdenskrig etablerede Tyskland en ubådsbase ved La Pallice, som er navnet på den primære havn i La Rochelle. Denne havn er brugt til scener i filmen Das Boot. Ubådsscenerne i India Jones III: Jagten på den forsvundne skat er også optaget i La Rochelle.
La Rochelle var en af de sidste franske byer til at blive befriet i slutningen af 2. verdenskrig. En belejring fandt sted mellem 12. september 1944 og 7. maj 1945, hvor byen med øerne Ré og Oléron blev holdt af 20.000 tyske soldater under ledelse af viceadmiral Ernst Schirlitz. Efter forhandlinger med den franske flådekaptajn Hubert Meyer og Tysklands overgivelse den 7. maj, kunne franske tropper marchere ind i byen den 8. maj.